# Christian Gottlieb Pötsch
Christian Gottlieb Pötsch (auch Christian Gottlieb Pötzsch, * 16. Mai 1732 in Schneeberg; † 12. März 1805 in Dresden) war ein deutscher Naturforscher, Mineraloge, Meteorologe und Pionier der Pegelbeobachtung.

## Leben
Christian Gottlieb Pötsch wurde nach dem Tod seines Vaters, eines ehemaligen Unteroffiziers beim Unruhischen Infanterieregiment, von seiner Mutter allein erzogen. Er besuchte keine höhere Schule, hatte aber ein ausgesprochenes Interesse an wissenschaftlichen Fragestellungen und eignete sich im Selbststudium die entsprechenden Kenntnisse und Fertigkeiten an. Er arbeitete zunächst als Schreiber bei der Landaccise-Einnahme und von 1750 bis 1764 bei einem Juristen in Dresden. Anschließend wechselte er zur kurfürstlichen Porzellanmanufaktur in Meißen und 1776 zur neu eingerichteten Niederlassung der Porzellanmanufaktur in Dresden. In Dresden wechselte Pötsch erneut sein Betätigungsfeld und trat eine Stelle als Aufseher bei der kurfürstlichen Naturalien-Sammlung an.
Christian Gottlieb Pötsch beschäftigte sich neben der Mineralogie ausgiebig mit Wetterbeobachtungen und der Dokumentation der Veränderungen der Pegelstände der Elbe. Pötsch richtete die ersten Pegel an der Elbe in Sachsen (Meißen 1775, Dresden 1776) sowie ihr regelmäßiges Ablesen und die Auswertung der Wasserstände ein. Die von ihm eingesetzte Pegellatte ist auch heute noch Bestandteil jedes Pegels.
Seine Mineraliensammlung, die etwa 5000 Exponate umfasste, wurde noch zu seinen Lebzeiten vom polnischen Kronunterkanzler Kolontay erworben.
Er war Mitglied der Gesellschaft Naturforschender Freunde zu Berlin und der Oberlausitzischen Gesellschaft der Wissenschaften, wurde am 13. Oktober 1777 Ehrenmitglied der Leipziger Ökonomischen Sozietät und am 8. Dezember 1802 zum Mitglied (Matrikel-Nr. 1019) der Leopoldina gewählt. 1803 wurde er Mitglied der Königlichen böhmischen Gesellschaft der Wissenschaften. Pötsch war korrespondierendes Mitglied der Societaet für die gesammte Mineralogie zu Jena. 1805 wurde ihm vom Kurfürsten der Charakter eines Finanz-Commissairs verliehen.

## Schriften
- C. G. Pötzschens, der Leipziger ökonomischen Societät Ehrenmitglieds, ausführliche mineralogische Beschreibung der Gegend um Meißen. Mit Kupfern. Walther, Dresden 1779 Digitalisat
- C. G. Pötzschens der Leipziger ökonomischen Societät Mitglieds Chronologische Geschichte der grossen Wasserfluthen des Elbstroms seit tausend und mehr Jahren. Mit Kupfern, Walther, Dresden 1784 Digitalisat
- Nachtrag und Fortsetzung der Chronologischen Geschichte ... Dresden 1786 Digitalisat
- Bemerkungen und Beobachtungen über das Vorkommen des Granits in geschichteten Lagen oder Bänken, besonders in der Oberlausitz und dessen relatives Alter, wie auch über den Sienit, mit Berichtigungen und Zusätzen zur mineralogischen Beschreibung der Gegend um Meißen. Walther, Dresden 1803 Digitalisat
- Kurze Darstellung der Geschichte über das Vorkommen des gediegenen Eisens, sowohl des mineralischen als auch des problematisch-meteorischen, und anderer darauf Bezug habenden Aerolithen, mit eigenen Wahrnehmungen, die auch das Daseyn des erstern in dem Innern unsers Erdkörpers auf Lagern oder Gängen zu bestätigen scheinen. Walther, Dresden 1804 Digitalisat
- Kurze Beschreibung des Naturalienkabinets in Dresden. Dresden 1805 Digitalisat